# 볼프 뤼디거 헤스
볼프 뤼디거 헤스(독일어: Wolf Rüdiger Hess, 1937년 11월 18일 ~ 2001년 10월 24일)는 독일의 건축가이며, 루돌프 헤스와 일제 헤스의 외아들이다.

## 생애
뮌헨에서 태어난 헤스는 1941년 5월 14일 아버지가 스코틀랜드로 떠날 때까지 부모와 함께 살았다. 그 후, 그의 아버지는 나치 정부로부터 정신병자라는 비난을 받았고, 그의 어머니는 뮌헨을 떠나 알제우 알프스의 작은 온천 마을인 바트 오버도르프에 있는 가족의 집에서 살게 되었다. 그곳에서 어린 볼프 뤼디거는 평생 부츠(Buz)라는 별명을 얻었다. 1947년 6월 3일, 헤스의 어머니는 뉘른베르크에서 유죄 판결을 받은 다른 독일인들의 아내들과 함께 연합군에 의해 체포되었고, 그녀는 아우크스부르크-예깅겐 수용소에 억류되었다. 헤스는 1948년 3월 어머니가 석방될 때까지 이모와 함께 살았다. 그는 1947년에 지역 고등학교에 다니기 시작했고 1950년대 중반부터 건축을 공부했고 1961년에 건축가 자격을 얻었다.

## 활동
헤스는 베를린의 슈판다우 교도소에서 종신형을 선고받고 복역하던 중 아버지의 자살에 대한 수사를 비판하여 명성을 얻었다. 헤스는 수사가 은폐이며, 영국 비밀정보부(SIS)가 아버지를 살해했다고 주장했다. 그는 영국 정부가 제2차 세계 대전 동안 영국의 행동에 대한 당혹스러운 정보를 공개할까봐 두려워했기 때문에 그들이 그의 아버지의 가석방을 막기 위해 이것을 했다고 믿었다. 볼프 뤼디거 헤스와 그의 아버지의 변호사 알프레트 자이들은 자신들의 부검을 준비했다.
헤스는 세 권의 책을 썼다: 나의 아버지 루돌프 헤스(1986), 누가 나의 아버지를 죽였는가(1989), 루돌프 헤스: 나는 아무것도 후회하지 않는다(1994/1998). 헤스는 죽기 전에 루돌프 헤스 사회의 우두머리였다.
63세의 나이로 볼프 뤼디거 헤스는 뇌졸중으로 뮌헨의 병원으로 옮겨졌고, 그곳에서 사망했다. 그는 과부와 세 아이를 남겼다.